# Dom DeLuise

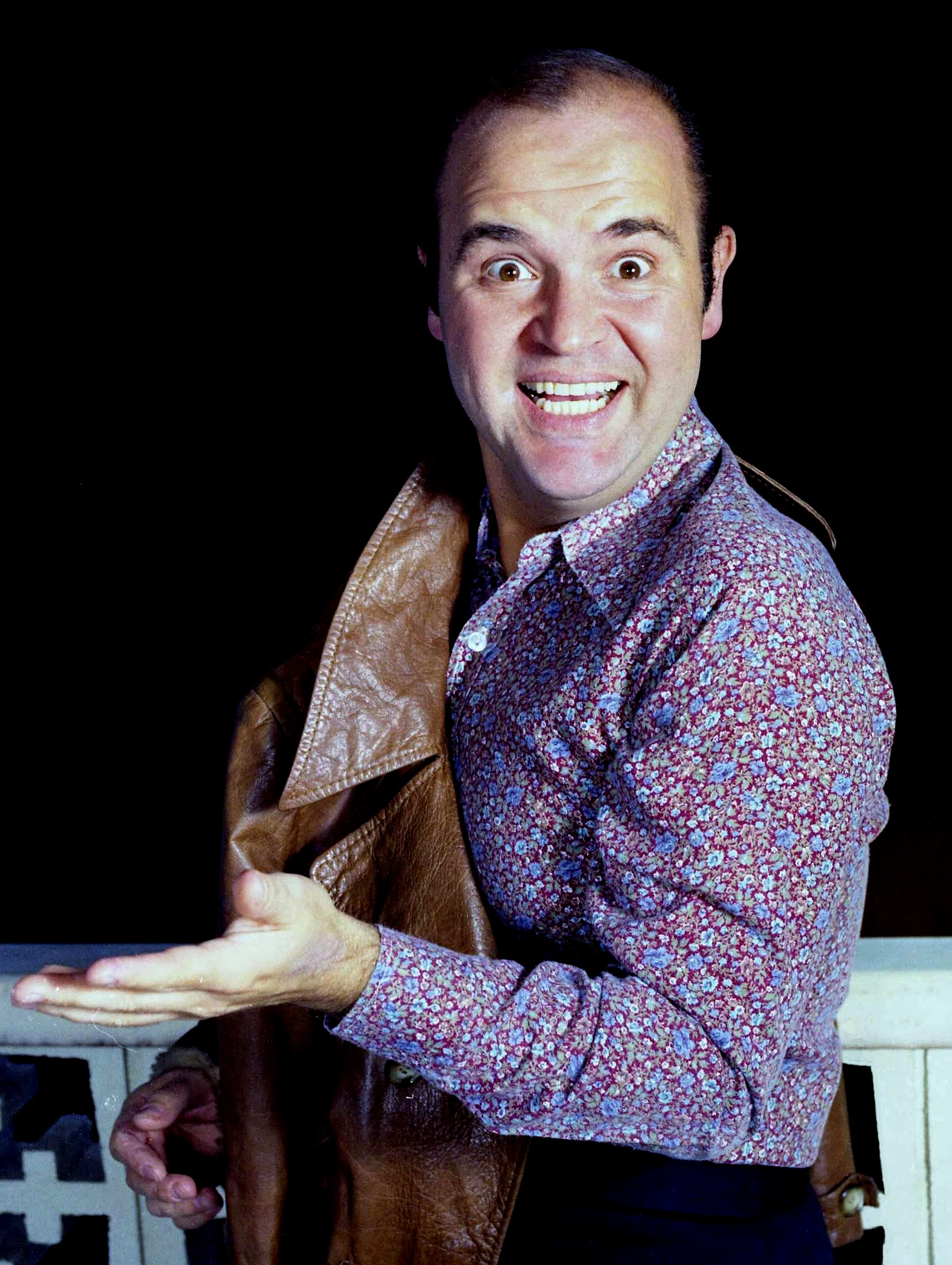
Dom DeLuise (1975)

Dominick „Dom“ DeLuise (* 1. August 1933 in Brooklyn, New York; † 4. Mai 2009 in Los Angeles, Kalifornien) war ein US-amerikanischer Schauspieler, Komiker und Autor.

## Leben und Wirken
Dom DeLuise wurde 1933 als Sohn von John und Vincenza DeLuise in Brooklyn, New York geboren. Nach dem Abschluss an der High School of performing Arts spielte er erste Rollen am Cleveland Playhouse, unter anderem in Kiss Me, Kate und Hamlet. DeLuise debütierte in New York in der Off-Broadway-Produktion Little Mary Sunshine. Während eines Sommerengagements in Provincetown, Massachusetts traf er die Schauspielerin Carol Arthur, seine spätere Ehefrau. Das erste Mal am Broadway spielte er in Neil Simons Last of the Red Hot Lovers.
Den ersten Fernsehauftritt absolvierte er als Dominick the Great in der Garry Moore Show. Nach Gastauftritten in einigen Varieté-Sendungen bekam er ein Engagement in der Sendung The Entertainers mit Carol Burnett und Bob Newhart. Außerdem war er 12 Jahre lang fester Bestandteil der Dean Martin Show und ab 1968 der Gastgeber einer eigenen Sendung auf CBS, The Dom DeLuise Variety Show.
Auf der Kinoleinwand war DeLuise das erste Mal 1964 in Sidney Lumets Angriffsziel Moskau (Fail Safe) zu sehen. Es folgten Filme wie Norwood, Hochzeitsnacht vor Zeugen und Wer ist Harry Kellerman?, bevor eine lange Zusammenarbeit mit Mel Brooks begann, in dessen Filmen er immer wieder in Erscheinung trat. DeLuise spielte mehrfach an der Seite von Burt Reynolds – unter anderem in Auf dem Highway ist die Hölle los – und mit Gene Wilder, mit dem er Sherlock Holmes’ cleverer Bruder drehte. DeLuise synchronisierte auch einige Trickfilme, wie zum Beispiel den Part von „Jeremy, der Krähe“ in Mrs. Brisby und das Geheimnis von NIMH.
1979 übernahm er bei dem Film Heiße Ware auch die Regie, eine Tätigkeit, die er im Anschluss auch am Theater ausübte und dort unter anderem mit seiner Frau Carol in der Hauptrolle das Musical Jump inszenierte. Vielseitigkeit bewies er mit seinen Auftritten in Die Fledermaus von Johann Strauss an der New Yorker Metropolitan Opera zwischen 1990 und 1997 und seiner Tätigkeit als Kochbuch- und Kinderbuchautor. Aus seiner Ehe mit Carol Arthur gingen die drei Söhne Peter, Michael und David hervor, die alle als Schauspieler tätig sind.
DeLuise starb am 4. Mai 2009 in einem Krankenhaus in Los Angeles an den Folgen eines Krebsleidens.

## Filmografie (Auswahl)

### Kinoproduktionen
- 1963: Angriffsziel Moskau (Fail Safe)
- 1966: Spion in Spitzenhöschen (Glass Bottom Boat)
- 1970: Zwölf Stühle (The twelve chairs)
- 1971: Wer ist Harry Kellerman? (Who is Harry Kellerman?)
- 1973: Der wilde wilde Westen (Blazing Saddles)
- 1975: Sherlock Holmes’ cleverer Bruder
- 1976: Mel Brooks’ letzte Verrücktheit: Silent Movie (Silent Movie)
- 1978: Nobody is perfect (The End)
- 1978: Der Schmalspurschnüffler (The Cheap Detective)
- 1979: Heisse Wahre (Hot Stuff)
- 1979: Muppet Movie (The Muppet Movie)
- 1980: Einmal Scheidung, bitte! (The Last Married Couple in America)
- 1980: Fetty – Der Dicke legt los (Fatso)
- 1980: Das ausgekochte Schlitzohr ist wieder auf Achse (Smokey and the Bandit II)
- 1981: Auf dem Highway ist die Hölle los (The Cannonball Run)
- 1981: Mel Brooks – Die verrückte Geschichte der Welt (Mel Brooks – History of the World, Part 1)
- 1982: Das schönste Freudenhaus in Texas (The Best Little Whorehouse in Texas)
- 1983: Auf dem Highway ist wieder die Hölle los (Cannonball Run II)
- 1984: Johnny G. – Gangster wider Willen (Johnny Dangerously)
- 1986: Hochzeitsnacht im Geisterschloß (Haunted Honeymoon)
- 1990: Der Harte und der Zarte (Loose Cannons)
- 1991: Trabbi goes to Hollywood (Driving Me Crazy)
- 1993: Robin Hood – Helden in Strumpfhosen (Men in Tights)
- 1994: Das Schweigen der Hammel (The Silence of the Hams)
- 1999: Baby Geniuses

### Videoproduktionen
- 1994: Munchie – Der witzige Außerirdische (Munchie Strikes Back)

### Synchronisation
- 1982: Mrs. Brisby und das Geheimnis von NIMH (The Secret of NIMH)
- 1986: Feivel, der Mauswanderer (An American Tail)
- 1988: Oliver & Co. (Oliver & Company)
- 1989: Charlie – Alle Hunde kommen in den Himmel (All Dogs Go to Heaven)
- 1991: Feivel, der Mauswanderer im Wilden Westen (An American Tail: Fievel Goes West)
- 1993: The Skateboard Kid
- 1994: Der Zaubertroll (A Troll In Central Park)

### Fernsehserien
- 1964: The Entertainers
- 1966: The Munsters
- 1968: The Dom DeLuise Show
- 1974: Only With Married Man
- 1977: The Muppet Show
- 1985: Unglaubliche Geschichten (Fernsehserie, 1.10 Die Himmlischen)
- 1990: 21 Jump Street – Tatort Klassenzimmer – 3. Staffel
- 1994: Burkes Gesetz
- 1999: Stargate – Kommando SG-1

## Schriften (Auswahl)
- Eat this (Kochbuch)
- Eat This, Again! (Kochbuch)
- Eat this too (Kochbuch)
- Charlie the Caterpillar (Kinderbuch)
- Goldilocks (Kinderbuch)

Alle Bücher von Dom DeLuise sind bisher nur auf Englisch erhältlich.